# Glaciar Franca
El glaciar Franca es un glaciar de la costa Bowman del sur de Grahamland en la Península Antártica. Fluye en dirección noreste hacia la cabeza de Solberg Inlet.
Las primeras fotos aéreas fueron tomadas en 1940 por la Expedición del Servicio Antártico de los Estados Unidos (1939-1941), otras fueron tomadas por la  Marina de los Estados Unidos en 1966. La Encuesta de Dependencias de las Islas Malvinas (Falkland Islands Dependencies Survey) tomó medidas entre 1946 y 1948. El Comité Consultivo sobre Nombres en el Antártico nombró al glaciar en 1977 en honor a Fernando E. Franca (1925-1992), oficial médico y administrador de la Estación Palmer en 1974.